# L'orfanella di New York
L'orfanella di New York (The Darling of New York) è un film muto del 1923 diretto da King Baggot che aveva come protagonista la piccola Baby Peggy, famosa attrice bambina qui al suo primo lungometraggio.

## Trama
Santussa deve lasciare la sua governante per andare a vivere negli Stati Uniti con nonno Van Dyne. Sul piroscafo, viene presa sotto la protezione di una gang di malviventi che nascondono nella sua bambola dei gioielli rubati per poter passare indenni la dogana. A New York, Big Mike, seccato dalla bambina, scarica lei e la bambola in un bidone della spazzatura dove la piccola viene trovata da un giornalista. Dopo diverse avventure, Santussa riesce a trovare il nonno, i gioielli vengono recuperati e consegnati alle autorità e i malviventi della banda vengono riportati sulla retta via.

## Produzione
Il film fu prodotto dalla Universal Pictures.

## Distribuzione
Il copyright del film, richiesto dalla Universal Pictures Corp., fu registrato il 24 ottobre 1923 con il numero LP19546.
Distribuito dalla Universal Pictures, il film uscì nelle sale statunitensi il 3 dicembre 1923.
Del film, considerato perduto, resta solo un frammento conservato all'UCLA Film And Television Archive di Los Angeles.